# Le Blanc-Mesnil
Le Blanc-Mesnil és un municipi francès, situat al departament de Sena Saint-Denis i a la regió de l'Illa de França. L'any 2005 tenia 51.500 habitants.
Forma part del cantó de Le Blanc-Mesnil i del districte de Le Raincy. I des del 2016, de la divisió Paris Terres d'Envol de la Metròpoli del Gran París.